# Haworthiopsis fasciata
Haworthiopsis fasciata, coneguda abans com Haworthia fasciata, és una espècie suculenta que pertany a la subfamília de les asfodelòidies. És endèmica de la província del Cap Oriental, a Sud-àfrica.

## Descripció

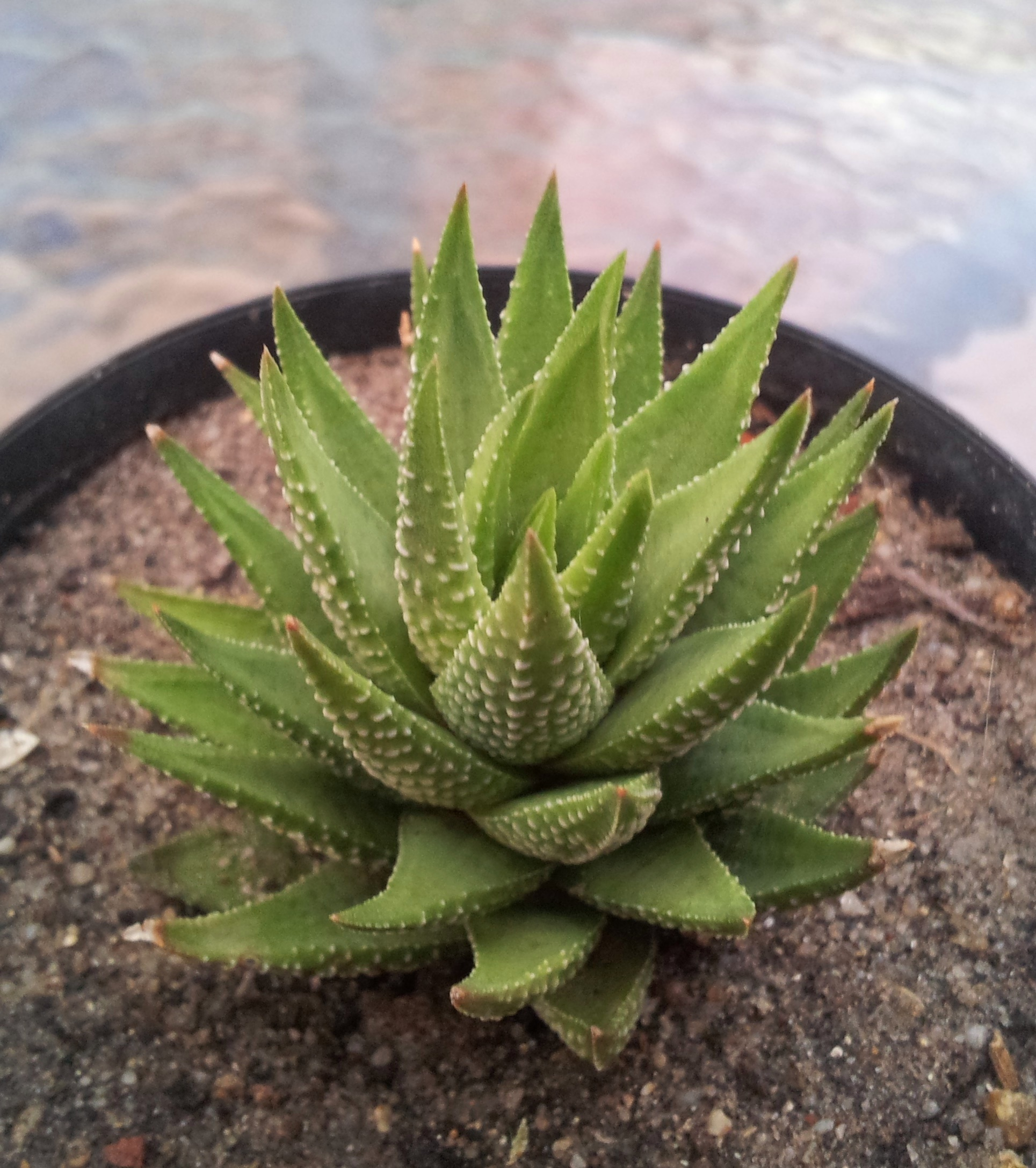
Petit exemplar en cultiu que mostra la superfície interna clarament llisa de les fulles

Haworthiopsis fasciata és una planta suculenta, normalment no supera els 15 cm d'alçada. Forma una roseta basal, acaule. Les fulles són triangulars, incurvades, amb l'àpex acabat en una espina no aguda; de color verd fosc amb franges estretes crestades blanques, només a la cara externa. La inflorescència és una tija d'uns 30 cm de llarg, simple o ocasionalment compost amb les flors agrupades a la punta. Aquestes flors són petites, tubulars, de color blanc verdós. Els tèpals estan fusionats, amb els interiors interns revoluts.
Aquesta espècie és molt similar a H. attenuata, no obstant això se la pot distingir per la superfície llisa de la cara interna de les fulles que són més gruixudes, deltoides i més corbades. Una altra de les característiques és la seva fibrosidad.

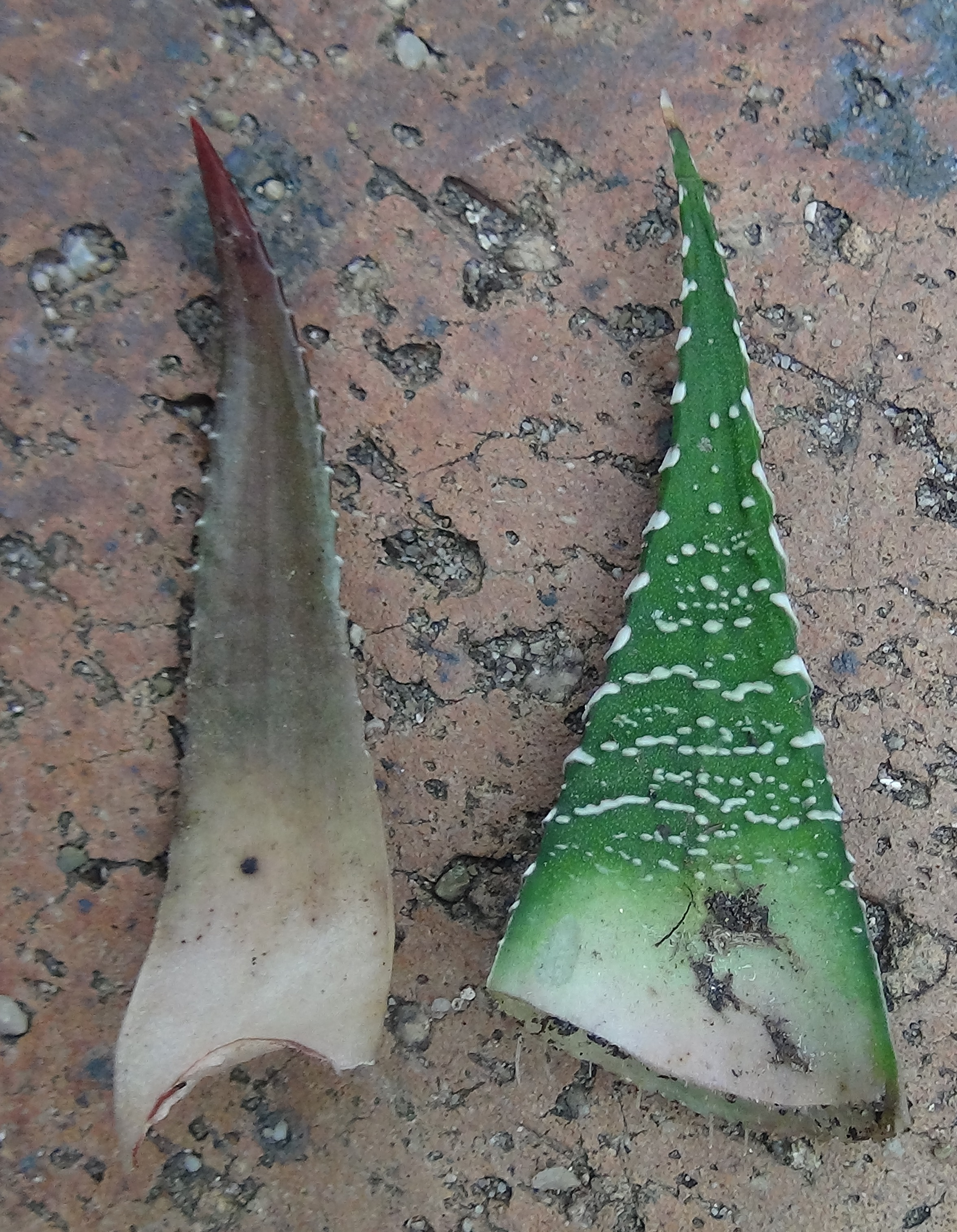
Fulles de H. fasciata a l'esquerra i H. attenuata a la dreta
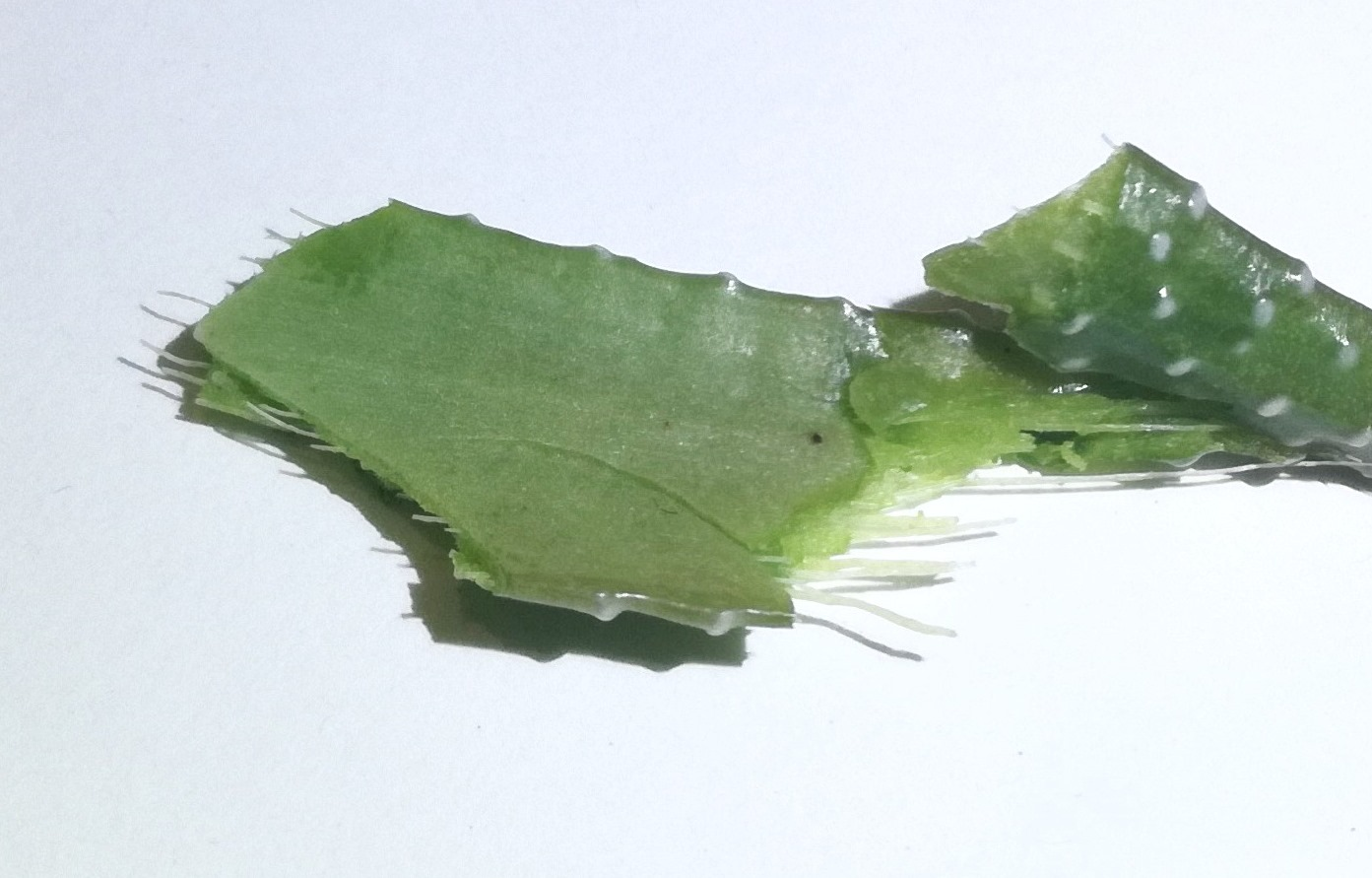
Fibres característiques als extrems trencats d'una fulla

## Distribució i hàbitat
Haworthiopsis fasciata creix des de Kareedouw a l'oest, fins a Port Elizabeth a l'est i cap al nord fins al nord d'Uitenhage, a la província sud-africana del Cap Oriental.
Aquesta espècie prefereix les sorres àcides del tipus de vegetació fynbos.

## Taxonomia
Haworthia fasciata va ser descrita per Adrian Hardy Haworth i reubicada a Haworthiopsis com a Haworthiopsis tessellata per G.D.Rowley el 2013.
Etimologia
Haworthiopsis: La terminació -opsis deriva del grec ὀψις (opsis), que significa 'aparença', 'semblant' per la qual cosa, Haworthiopsis significa "com a Haworthia", i que honora al botànic britànic Adrian Hardy Haworth (1767-1833).
fasciata: epítet llatí que significa "ratllat, amb ratlles".
Varietats
| Imatge | Varietats                             | Descripció |
| ------ | ------------------------------------- | --- |
|        | Haworthiopsis fasciata var. fasciata  | Varietat tipus es troba a la major part de l'àrea de distribució de l'espècie, és fàcil de trobar i gairebé tota la planta és de color verd intens. Creix de Kareedouw a l'oest fins a prop de Port Elizabeth a l'est, cap al nord a Uitenhage, a la província sud-africana del Cap Oriental. |
|        | Haworthiopsis fasciata var. browniana | Varietat amb un color vermell fosc Només creix al nord-oest d'Uitenhage, de la província sud-africana del Cap Oriental. |
|        | Haworthiopsis fasciata var. patensie  | Varietat amb fulles curtes, de color verd clar i vermell, amb quilla |

Sinonímia
- Apicra fasciata Willd. (Basiònim/sinònim reemplaçat)
- Haworthia fasciata (Willd.) Haw.
- Aloe fasciata (Willd.) Salm-Dyck ex-Schult. & Schult.f. in J.J.Roemer & J.A.Schultes
- Catevala fasciata (Willd.) Kuntze
- Haworthia pumila subsp. fasciata (Willd.) Halda[13]